# Metacharistis zonophanes
Metacharistis zonophanes är en fjärilsart som beskrevs av Edward Meyrick 1922. Metacharistis zonophanes ingår i släktet Metacharistis och familjen säckspinnare. Inga underarter finns listade i Catalogue of Life.